# Galería William Morris
La Galería William Morris es un museo dedicado a la vida y la obra de William Morris, diseñador de artes y oficios inglés y socialista precoz. Se encuentra en Walthamstow en Water House, una importante casa georgiana catalogada de Grado II*. Los extensos terrenos del edificio son un parque público, conocido como Lloyd Park.

## Colecciones y exposiciones
La Galería William Morris posee la colección más completa de objetos relacionados con todos los aspectos de la vida y la obra de Morris, incluido su trabajo como diseñador, escritor y activista social.
La exposición permanente está dividida en 9 salas:
- 1. Meet de Man (Conoce al hombre), los primeros años y los orígenes de Morris;
- 2. Starting Out (Empezando), las primeras obras de Morris y sus influencias, incluidos los artistas prerrafaelitas y el crítico de arte John Ruskin;
- 3. Morris & Co, la formación y los ideales de la empresa de diseño de Morris;
- 4. El taller, las técnicas de diseño y fabricación defendidas por Morris;
- 5. The Shop (La tienda), una galería interactiva que explora la experiencia de comprar las creaciones de Morris en el Londres victoriano;
- 6. Ideal Book (Libro ideal), la incursión de Morris en la impresión y el diseño de libros incluye una impresión original de Earthly Paradise de William Morris;
- 7. Fighting for a Cause (Luchando por una causa), el activismo social y las creencias socialistas de Morris;
- 8. Arts and Crafts, el movimiento que fundó Morris;
- 9. Frank Brangwyn, obra del alumno de William Morris.

El museo también se utiliza como un centro de aprendizaje con exposiciones educativas de artistas como Eamon Everall del movimiento stuckista.

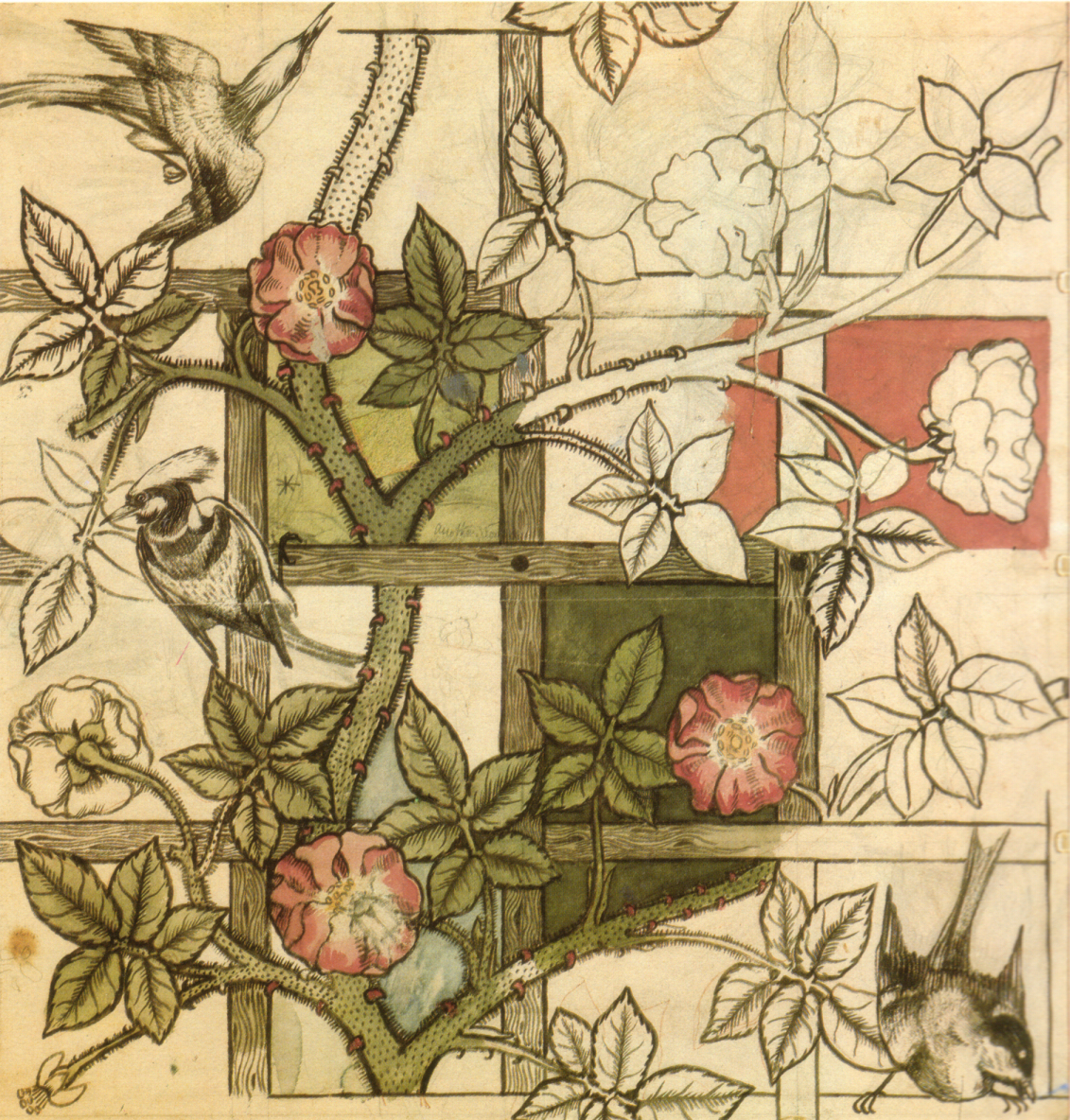
Diseño original de "Trellis Wallpaper"
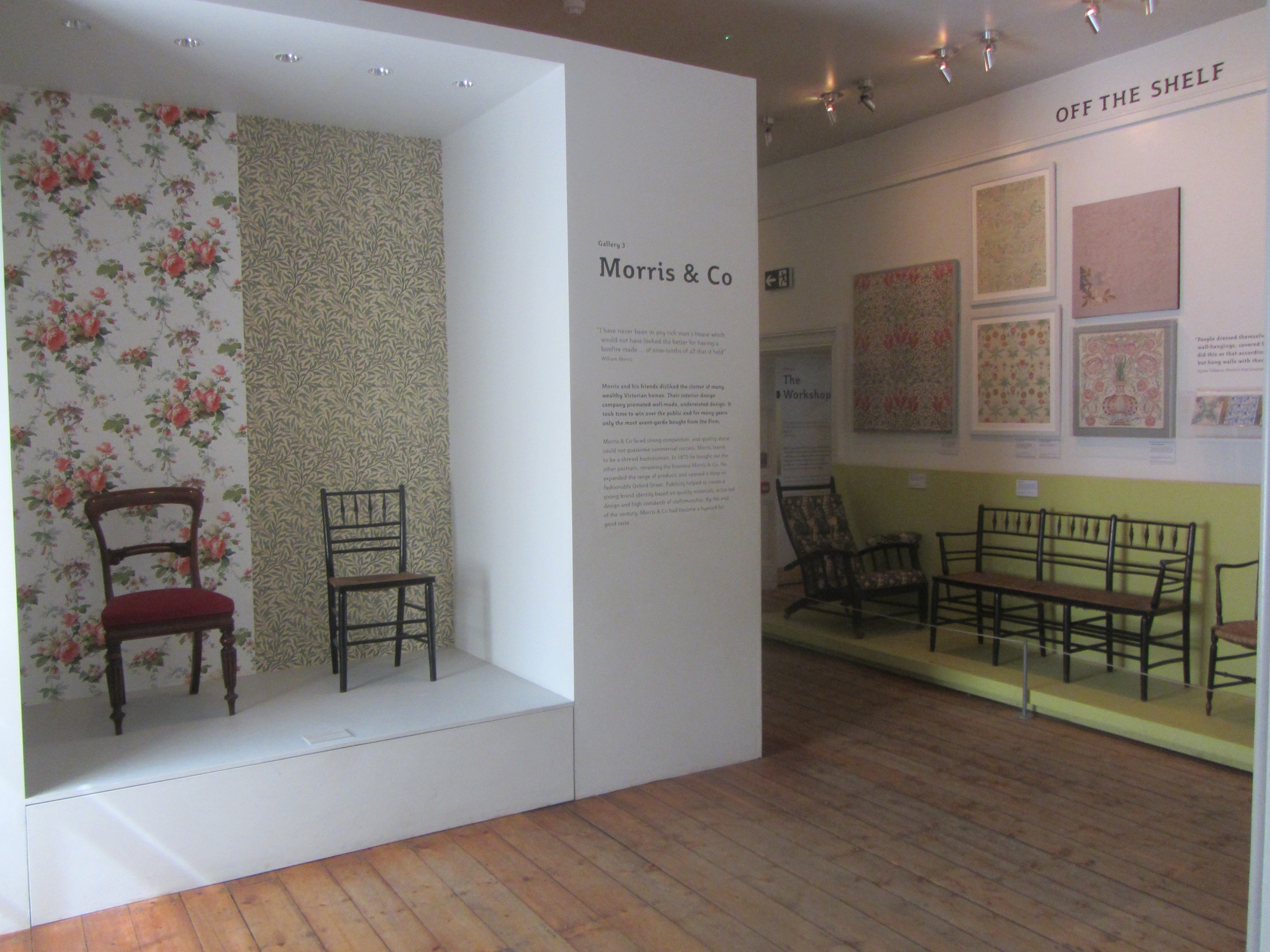
La habitación Morris & Co

## Historia
Water House fue construida en 1762  y fue el hogar de la familia de Morris en su adolescencia, de 1848 a 1856. El edificio y sus terrenos fueron vendidos al propietario de un periódico Edward Lloyd en 1856, cuyo hijo donó la casa y los terrenos (que luego se convirtió en Lloyd Park) a Walthamstow en 1900. El edificio no fue inaugurado como museo hasta 1950, por el primer ministro Clement Attlee.
En 2007, como resultado de los ejercicios de ahorro de costos, por parte de los propietarios del Waltham Forest Borough Council, el horario de apertura del museo se limitó para permitir la reducción de personal. Esto rompió una estipulación de los obsequios de Frank Brangwyn, según la cual las obras debían estar expuestas un período mínimo de tiempo semanalmente. Y varios activistas, incluido el exsecretario de Cultura Chris Smith, les preocupaba que esto condujera al cierre del museo.

### Reurbanización

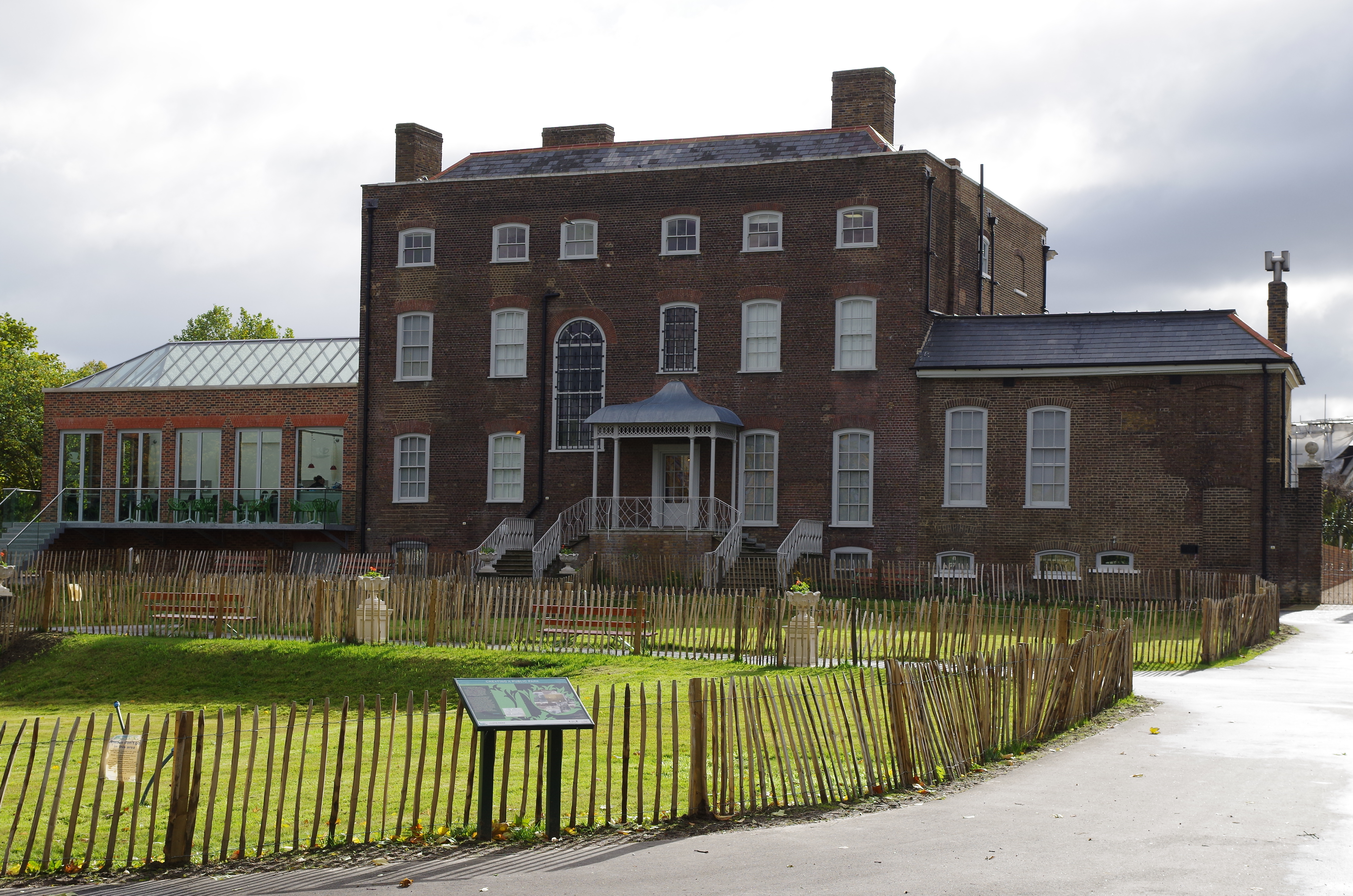
Lado del jardín, mostrando la nueva extensión claramente a la izquierda

En marzo de 2009, el Heritage Lottery Fund (Fondo de la Lotería del Patrimonio) otorgó a la galería 80 000 libras para poder presentar propuestas detalladas para la remodelación. En otoño de 2010, esta propuesta consiguió una segunda financiación de 1.523 millones de libras esterlinas del Heritage Lottery Fund, que se combinó con 1,5 millones de libras esterlinas del distrito londinense de Waltham Forest. Posteriormente, se llevó a cabo una importante remodelación.
El edificio se cerró para su remodelación y reconstrucción en 2011 y se reabrió en agosto de 2012.
La remodelación de Water House, diseñada por los arquitectos y diseñadores de exposiciones Pringle Richards Sharratt, incluyó una nueva ala "inspirada en precedentes georgianos y victorianos" que contiene una galería de 60 m² (71,8 yd²)  para  exposiciones temporales, así como un salón de té con ventanas que incorporan un patrón de frita Morris 'Thistle' y un balcón que da a los jardines.
El tapiz Walthamstow de Grayson Perry, de quince metros de largo, se exhibió durante el primer mes después de la reapertura.

### Reconocimiento
En 2013, la Galería William Morris ganó los premios nacionales de Museo del Año, y el premio de la Museum and Heritage Showspremio a la Mejor Exposición Permanente.

## Lloyd Park
Los jardines de Water House, ahora conocidos como Lloyd Park, son un parque público mantenido por el Ayuntamiento de Waltham Forest. El parque incluye, en particular, un área rodeada por un foso que es anterior a la casa georgiana.
Las instalaciones del parque incluyen una cafetería, baños públicos, estudios de artistas, un área de juegos, un pabellón de petanca, canchas de tenis, un parque de patinaje y zonas de práctica de baloncesto. El parque también alberga un mercado de alimentos regular, Lloyd Park Market.

### Teatro Waltham Forest
En 1037 se construyó un pabellón en la isla artificial creada por el foso que se convirtió en el Teatro Waltham Forest en 1972. El teatro fue popular hasta la década de 1990 y el actor local Jack Watling presentó allí varias temporadas de obras. Pero finalmente cayó en desuso y fue demolido en 2011 como parte de una remodelación más amplia.